# Fritigern
Fritigern (okoli 370-ih) je bil tervinški poglavar, čigar odločilna zmaga pri Adrianoplu med gotsko vojno ( 376–382) je prinesla ugodne pogoje za Gote, ko je bil leta 382 sklenjen mir z Gracijanom in Teodozijem I.

## Ime
Fritigern se pojavlja v latinizirani obliki Fritigernus. Gotsko ime je rekonstruirano kot Frithugairns oz. »željan miru«. Germanizirano ime, pod katerim je Fritigern počaščen v templju Walhalla (1842), je Friediger .

## Spopadi proti Atanariku
Najstarejše omembe Fritigerna se nanašajo na obdobje med Valensovim napadom na Tervinge (leta 367/9) in  napadi  Hunov na Tervinge (okrog leta 376). V tem času je morda izbruhnila državljanska vojna med Fritigernom in Atanarikom, uglednim tervinškim vladarjem. Konflikt med Fritigernom in Atanarikom omenjajo Sokrat Sholastik, Sozomen in Zosim, ne pa Amijan Marcelin in Filostorgij . Pred ali med to državljansko vojno se je Fritigern spreobrnil v arijansko krščanstvo . Atanarikovo preganjanje kristjanov, ki ga omenja Sozomen, sodi v to obdobje. Zdi se, da je Atanarik zmagal v tej vojni, saj je pozneje leta 376 vodil Tervinge v bitki proti Hunom.
Po Sokratu Sholastiku sta bila Fritigern in Atanarik rivalska voditelja (Tervinških) Gotov. Ko je to rivalstvo preraslo v vojskovanje, je Atanarik pridobil prednost in Fritigern je prosil za rimsko pomoč. Posredovala sta cesar Valens in tračanska poljska vojska, Valens in Fritigern sta premagala Atanarika in Fritigern se je spreobrnil v krščanstvo po enakih naukih kot Valens. Sozomen sledi Sokratovemu poročilu. Po Zosimu je bil Atanarik (Atomaricus) kralj Gotov (Skitov). Nekje po zmagi pri Adrianoplu in po Teodozijevem pristopu so se Fritigern, Alateus in Safrax premaknili severno od Donave in premagali Atanarika, nakar so se vrnili južno od Donave.

## Prečkanje Donave
Leta 376 so bili Tervingi pod vse večjim pritiskom Hunov, ki so že podjarmili njihove sorodnike, Grevtunge. Fritigern je prosil Valensa, naj dovoli Tervingom, da prečkajo severno rimsko mejo in se naselijo v Meziji ali Trakiji, pri čemer jih reka Donava in rimske obmejne utrdbe varujejo pred Huni. Valens se je strinjal, da bo Fritigernovim privržencem dovolil vstop v cesarstvo. V zameno bi bili podvrženi vojaški službi, vendar bi bili obravnavani enako kot drugi rimski podložniki. Kot se je izkazalo, se ni zgodilo niti eno niti drugo. Medtem so se Atanarik in številni njegovi privrženci umaknili na Kavkalandsko ("Višavje", verjetno Vzhodne Karpate in Transilvanijo).
Jeseni 376 so Rimljani pomagali Alavivusu in Fritigernovim ljudem prečkati Donavo in se naseliti v provinci Meziji. Pozimi 376/377 je območja, ki so jih poselili Tervingi, prizadela lakota in njihovi pozivi za pomoč so ostali brez odgovora. Rimska upravitelja tega območja, Lupicin in Maksim, sta z njimi ravnala slabo. Hrano so jim prodajali le po izjemno visokih cenah, zaradi česar so številni Goti morali prodati svoje otroke kot sužnje. Povabila sta več voditeljev Tervingov na pogostitev, na kateri so nekatere pobili, druge pa vzeli za talce. Alavivus je najverjetneje ostal talec, Fritigern pa je uspel pobegniti in postal je vodja Tervingov. Kmalu zatem je napovedal vojno Rimskemu cesarstvu.

## Vojna proti Valensu
Fritigern je odločilno premagal Lupicina v bitki pri Marcianopolu že leta 376. Goti so nato ropali po Meziji in v letu 377 pridobili nadzor nad večino sosednje, bogatejše province Trakije. Valens je, ko je spoznal resnost razmer, poslal svojega generala Trajana in prosil za pomoč zahodnega cesarja Gracijana, ki je poslal Rihomera in Frigerida, da zadržita Gote vzhodno od Hemusa . V bitki pri vrbah so združene čete zahodnega in vzhodnega cesarstva komaj zadržale večje število Gotov, zaradi česar je bil Fritigern prisiljen umakniti v tabor z vozovi, da bi se opomogel. Valens je zdaj poslal Saturnina v podporo Trajanu. Saturnin in Trajan sta zgradila številne utrdbe za zadrževanje gotskega tabora, v upanju, da jih bosta pozimi 377/8 izstradala in jih prisilila v boj na prostem. Fritigern ni hotel zapustiti svoje utrdbe in je namesto tega uspel pridobiti podporo hunske in alanske konjenice. Saturnin ni mogel več vzdrževati svoje blokade in se je bil prisiljen umakniti, s čimer je Fritigern dobil svobodo gibanja, da je ponovno ropal podeželje. Poleti 377 so Goti ponovno pridobili dostop do Helesponta in Črnega morja. Zavzeli so Dibalt in mesto Avgusta Trajana in prisilili Frigiderja, da se je umaknil v Ilirijo. Goti so zdaj ogrožali sam Konstantinopel, Valens pa je bil prisiljen povleči pomembne sile s perzijske fronte, pri čimer je Sasanidom podelil znatne koncesije. Po besedah Sokrata Sholasticusa so prebivalci prestolnice Valensa obtožili, da je zanemaril njihovo obrambo, in ga pozvali, naj se sooči z napadalci. Valens je 12. junija premaknil svojo vojsko v Melantijo in poslal Sebastijana s predhodnico vojske, da se spopade z gotskimi vpadajočimi skupinami. Sebastijan je uspešno uničil številne vpadalne skupine, zaradi česar je Fritigerna prisilil, da je zbral svoje sile na območju Kabile . Gracijan je bil pridržan na severu v svoji pohodu proti Alemanom ( bitka pri Argentovariji ) in ni mogel podpreti Valensa, ki je čakal cel junij in julij, da se spopade z Goti. Ko je Valens slišal, da se Goti premikajo proti Adrianoplu, pospravil svoj tabor in jim odkorakal naproti. Okoli 7. avgusta se je Rihomeres vrnil iz zahodnega pohoda s sporočilom, da se zdaj približuje Gracijan. Po Amijanu je Victor opozoril Valensa, naj počaka na Gracijana, medtem ko je Sebastijan pozval k takojšnjemu napadu. Fritigern je v noči na 8. avgust poslal odposlance z dvema pismoma. Prvo pismo je ponujalo mir in vojaško zavezništvo v zameno za ozemlje v Trakiji. Drugo pismo, ki je bilo zasebno naslovljeno na Valensa, je zagotovilo, da si želi miru, vendar je Valensa prosil, naj ustavi premik, da bi on, Fritigern, lahko prepričal svoje ljudi, da ohranijo mir. Valens je predlog zavrnil in naslednji dan odkorakal v spopad z Goti. Fritigern je imel namen z mirovnimi pogajanji pridobiti na času, da se je njegova zavezniška konjenica Grevtungov približala. V bitki pri Adrianopolu, ki je sledila, so Goti dosegli odločilno zmago. Rimska vojska je bila poražena in utrpela velike izgube. Tudi sam Valens je bil po bitki ubit. Nato je Fritigern brez uspeha oblegal samo mesto Adrianopol.
Goti so po bitki ponovno prevzeli nadzor nad večjim delom Balkanskega polotoka. Vzhodni imperij, ki je zdaj brez cesarja, se je bal, da bi se gotsko prebivalstvo povezalo s Fritigernom, kar bi povzročilo razširjen upor. Julij, naslednik Lupicina, je ukazal poboj vseh Gotov, ki so živeli blizu meje. Do leta 379 je vest o pobojih dosegla Gote, ki so živeli v notranjih provincah, kar je povzročilo nemire v Mali Aziji. Rimljani so se odzvali tako, da so pobili Gote tudi v notranjih provincah.
Fritigern je nadaljeval vojno dve leti z mešanim uspehom. Teodozij I. je 19. januarja 379 nasledil Valensa kot cesarja. Gracijan je Teodozija res priznal za svojega socesarja in mu podelil nadzor nad cesarskima škofijama Dakijo in Makedonijo, vendar se je takoj vrnil na svojo severno fronto, da bi se spopadel z Alemani, Teodoziju pa je prepustil, da se ukvarja z gotskim problemom.
Teodozij je iz vpoklicanih kmetov in plačancev ustvaril novo vojsko. Mnogi so se skušali izogniti vpoklicu, nekateri so pohabili svoje okončine, da bi se izognili služenju vojaškega roka, Teodozij pa je odgovoril z ostrimi kaznimi za dezerterje in prisilil v službo tudi tiste, ki so se pohabili. Teodozijev general Modares, sam Got, je premagal Fritigerna v manjši bitki.
Zdi se, da so na tej točki Grevtungi razcepili gotsko vojsko in odšli v Ilirik. Tervingi pod Fritigernom so se preselili proti Grčiji, v Makedonijo in Tesalijo . Teodozij je je svoje sile premaknil, da bi jih prestregel, vendar je njegova vojska razpadla zaradi dezerterstva pri Solunu, številni barbarski plačanci pa so se pridružili Fritigernu. Na tej točki je bil Gracijan znova pripravljen priskočiti na pomoč in njegova generala Arbogast in Bauto sta do poletja 381 uspešno pregnala Gote nazaj v Trakijo. Začela so se mirovna pogajanja, pri čemer sta pogajanja za Rimljane vodila Rihomeres in Saturnin. 3. oktobra 382 je bil razglašen mir. Fritigern ni več omenjen v nobenem viru po letu 381 in njegova usoda je negotova, morda je bil ubit v vojaškem pohodu po Grčiji ali pa je bil odstavljen kot pogoj za mir.